# فزر أخضر الأوراق
فزر أخضر الأوراق (الاسم العلمي:Sideritis viridifolia) هو نوع من النباتات يتبع جنس الفزر من الفصيلة الشفوية.